# Henri Dufranne
Henri Dufranne (Parigi, 27 maggio 1943) è un fumettista francese. Per lungo tempo disegnatore nell'ombra, è stato assistente di Marcel Gotlib, Roger Mas e Christian Godard . È meglio conosciuto per la sua cover di Gai-Luron.

## Biografia
Dopo un'infanzia tranquilla e il congedo dall'esercito, Henri Dufran inizia la sua carriera di fumettista nel 1964. Inizia pubblicando il fumetto Thermogène, basato su sceneggiature di Jean-Marie Pinçon, sulla rivista Record. Entra poi in Aventures et Voyages, dove disegna le avventure di Titchioli, le gondolier, prima di scrivere storie brevi per le serie Bibi Fricotin e Pieds Nickelés presso l'editore SPE.
Nel 1967 la sua carriera subisce una svolta. Si unisce a Editions Vaillant, dove produce giochi basati sul personaggio Gai-Luron, creato da Marcel Gotlib. Contemporaneamente fa qualche incursione in Pilote, producendo storie brevi sceneggiate da Jean-Marc Reiser, Fred, Jacques Lob e René Goscinny. Lavorò lì solo per due anni, ma Goscinny lo presentò a Christian Godard, autore di Martin Milan, che cercava un assistente. Dufranne andò a lavorare per Christian Godard, svolgendo vari lavori di inchiostrazione e scrittura. Contemporaneamente, continua a lavorare per Vaillant, contribuendo al Journal des jeux e inchiostrando sempre più spesso i lavori di Gotlib.
Nel marzo 1967, per sfruttare il successo del personaggio, Vaillant lancia Gai-Luron Poche. Gotlib scrive e disegna i primi due numeri, lasciando l'inchiostrazione al suo assistente, ma dal terzo numero in poi, sopraffatto dal lavoro, affida a Dufranne la produzione completa delle 100 gag di ogni numero. Pubblicato trimestralmente fino al febbraio 1976, il tascabile durò 37 numeri.
Lo stesso cambiamento avvenuto in Gai-Luron Poche si sarebbe verificato anche nella serie regolare. Dufranne, che aveva disegnato la maggior parte delle storie dal 1967, divenne illustratore della serie nel 1969 (Pif Gadget n. 27), e poi autore completo l'anno successivo (Pif Gadget n. 96) . In seguito Gotlib cessa ogni coinvolgimento con Pif Gadget e si dedica alla sua carriera di autore per adulti in Pilote e successivamente in L'Echo des Savanes e Fluide Glacial. A volte pubblica le avventure di Tico, un piccolo indiano, su Pif e inchiostra anche molte strisce di Pifou per Roger Mas (ne dichiara 560). Infine, nel 1975, crea Réhak l'idiota delle caverne per l'editore SEPP, su sceneggiatura di Michel Motti.
Nel 1976, ha avviato una controversia con Editions Vaillant sul suo status di scrittore, chiedendo di essere trattato come un libero professionista piuttosto che come un lavoratore autonomo. Il caso fu risolto davanti al tribunale del lavoro e lui fu licenziato, Gai-Luron non fu più ripreso e le sue future apparizioni furono esclusivamente ristampe. Si unisce quindi a Tintin, una rivista concorrente, per la quale realizza molti episodi di Pamphile e Philéas tra il 1978 e il 1986, su sceneggiature di Godard.
Nel 1977-1978 crea la rana Plop, con Serge Le Tendre alla sceneggiatura, per una rivista omonima finanziata dalla compagnia petrolifera Antar. La rivista contiene anche le avventure di Norbert le Lézard, di Régis Loisel e Patrick Cothias. Tuttavia, la rivista rimase in vigore solo per sei numeri.
Con Dominique Rocher, ha prodotto due lunghi episodi di Aventures de Bédé sulla rivista Télé Junior nei primi anni Ottanta. Pubblicati come album da Glénat, sono stati gli unici album di Dufranne per oltre vent'anni.
Sempre molto produttivo, nel 1978 entra a far parte di Le Journal de Mickey, dove rimane fino al suo ritiro nel 1994. Ha disegnato la maggior parte dei personaggi classici della casa editrice.

## Pubblicazioni
- Gai-Luron Poche, inchiostro delle strisce di Gotlib (nn. 1-2), seguito dalla produzione completa delle gag (nn. 3-37), Vaillant, 1967-1976.
- Les Aventures de Bédé, sceneggiatura di Dominique Rocher, Glénat :

1. Le Ciel en herbe, 1982.
2. L’Échelle de la Terre, 1984.

- Gai-Luron - Inédits, La Vache qui médite :

1. Opus 1, 1, prefazione di Gotlib, 2012.
2. Opus 2, 2013.
3. Opus 3, 2013.
4. Opus 4, 2013.
5. Opus 5, 2014.

- Pamphile et Philéas, l'intégrale, sceneggiatura di Christian Godard, pubblicato da La Vache qui médite:

1. Volume 1, 2013.

Ha illustrato otto libri della serie La bibliothèque rose :
1.- Selma Lagerlöf. - Nils Holgersson et Smirre le renard d'après le dessin animé tiré du roman de Selma Lagerlöf ; Josette Gontier raconte.Paris : Hachette, 1985.148 p.-[4] f. de pl. en coul. e copertina illustrata a colori. - Bibliothèque rose; 
2.-elma Lagerlöf. - Nils Holgersson et son ami l'aigle d'après le dessin animé tiré du roman de Selma Lagerlöf ; Josette Gontier raconte.Paris : Hachette, 1985.153 p.-[4] f. de pl. en coul. e copertina illustrata a colori. - Bibliothèque rose;
3.-  Julia Victor. - Les ballons du clown 1986.152 p. copertina illustrata e a colori ; 17 cm (La Famille Arc-en-Ciel ; [1]). - Bibliothèque rose; 
4.- Julia Victor. - Le calumet de la paix 1986. 155 p. copertina illustrata a colori ; 17 cm (La Famille Arc-en-Ciel ; [2]) - Bibliothèque rose; 
5.- Julia Victor. - La visita del padre Noël 1986. 153 p. copertina illustrata a colori; 17 cm (La Famille Arc-en-Ciel; [3]) - Bibliothèque rose;
6.- Julia Victor. - La cloche de Pâque 1987. Parigi: Hachette, 1987 - 146 p. (La Famille Arc-en-Ciel . ; 4) - Bibliothèque rose;
7.-  Julia Victor. - Lou e i giochi olimpici 1987. Parigi: Hachette, 1987. 149 p.-[4] f. de pl. : couv. ill. en coul. - (La Famille Arc-en-Ciel .; 5) ; 5)
- Biblioteca rosa; 
8. - Jean Chalopin. - L'ispettore Gadget e la principessa. Parigi: Hachette, 1990. - 1 vol. (124 p.): copertina illustrata e a colori. - Bibliothèque rose; 1046